# 220 Stephania
220 Stephania este un asteroid din centura principală, descoperit pe 19 mai 1881, de Johann Palisa.